# NestJS
Nest (NestJS) — это платформа для создания эффективных масштабируемых программ Node.js на стороне сервера.
Он использует JavaScript, создан и полностью поддерживает TypeScript (всё ещё позволяет разработчикам кодировать на чистом JavaScript) и объединяет элементы ООП (объектно-ориентированное программирование), ФП (функциональное программирование) и ФРП (функциональное реактивное программирование).
Nest предоставляет готовую архитектуру приложений, позволяющую разработчикам и командам создавать легко тестируемые, масштабируемые, слабосвязанные и простые в обслуживании приложения. Архитектура сильно вдохновлена Angular.